# Cwitkowe (stacja kolejowa)
Cwitkowe (ukr: Станція Цвіткове) – stacja kolejowa w miejscowości Cwitkowe, w obwodzie czerkaskim, na Ukrainie. Jest częścią Kolei Odeskiej. Znajduje się na liniach Jachny – Cwitkowe, Cwitkowe – Imenia Tarasa Szewczenki, Cwitkowe – Bahaczewe.

## Linie kolejowe
- Jachny – Cwitkowe
- Cwitkowe – Imenia Tarasa Szewczenki
- Cwitkowe – Bahaczewe